# 넉오프 (드라마)
《넉오프》(영어: Knock-Off)는 디즈니+에서 2025년 방영 예정인 대한민국의 블랙 코미디, 범죄 드라마이다.

## 출연진

### 주요 인물
- 김수현 : 김성준 역
- 조보아 : 송혜정 역

### 성준 가족
- 유재명 : 김만식 역
- 이정은 : 박애자 역
- 최규리 : 김성희 역

### 샘물 시장
- 방효린 : 배누리 역
- 김혜은 : 장지수 역
- 고규필 : 돈까스 역

### 위조품 단속 TF팀
- 김무열 : 백종민 역
- 강말금 : 제갈현숙 역
- 정만식 : 이기봉 역

### 기타 인물
- 김의성 : 배필구 역
- 권나라 : 문유빈 역
- 박세완 : 문다빈 역
- 우도환 : 이민석 역
- 조우진 : 조상무 역
- 김남길

## 이모저모
- 김의성,정만식,조우진은 영화 《내부자들》,《창궐》 이후로 8개월만에 재회한다.